# Operacje informacyjne
Operacje informacyjne (ang. Information Operations, IO, INFOOPS) – wykorzystanie potencjału informacyjnego w celu wpływania na decyzje przeciwników i potencjalnych przeciwników, zakłócania ich pracy lub przejęcia nad nimi kontroli, przy jednoczesnej ochronie własnych procesów decyzyjnych. IO mogą być używane zarówno w czasie pokoju jak i podczas konfliktu. Termin jest powiązany z wojną informacyjną i jest częściej używany w kontekście nomenklatury w armii Stanów Zjednoczonych.
Zgodnie z definicją podaną w JP 3-13, IO opisuje się jako zintegrowane wykorzystanie metod walki elektronicznej (EW), operacji sieci informatycznych (CNO), operacji psychologicznych (PSYOP), dezinformacji wojskowej (MILDEC) i bezpieczeństwa operacji (OPSEC) w połączeniu z określonymi zdolnościami pomocniczymi i powiązanymi. IO to działania podejmowane w celu oddziaływania na informacje i systemy informacyjne przeciwnika przy jednoczesnej obronie własnych informacji i systemów informacyjnych.

## Historia
Historia IO we współczesnym wojsku amerykańskim sięga czasów II wojny światowej, gdy 20 stycznia 1944 roku USA utworzyło 23. Specjalny Oddział Kwatery Głównej, znany jako "Ghost Army". Ta tajna jednostka odpowiadała za przeprowadzenie 22 akcji dezinformacji wojskowej w Europie, wykorzystując takie techniki, jak nadmuchiwane pojazdy, fałszywe transmisje radiowe i efekty dźwiękowe z głośników. Operacje tego oddziału odniosły sukcesy głównie dzięki lądowaniu w Normandii i operacji Viersen. Szacuje się, że oddział 23. uratował życie od 15 000 do 30 000 amerykańskich żołnierzy. Na Pacyfiku Marynarka Wojenna przeprowadziła pomyślnie swoje pierwsze działania w zakresie walki elektronicznej pod koniec wojny, kiedy samoloty TBM Avenger wyposażono w odbiorniki i prymitywne urządzenia zakłócające, mające na celu lokalizowanie i zakłócanie japońskich radarów.
W wojnie koreańskiej nie zastosowano dezinformacji na większą skalę, natomiast Ósma Armia rutynowo prowadziła wojnę psychologiczną, głównie w formie ulotek zrzucanych drogą powietrzną, w tym cotygodniowej ulotki „informacyjnej” zrzucanej na siły komunistyczne, a także audycji radiowych i przez głośniki.
Podobnie jak w wojnie koreańskiej, w wojnie w Wietnamie dezinformacja nie była powszechnie używana.
W połowie lat 90. Departament Obrony USA zaczął charakteryzować doktrynę znaną jako dowodzenie i kierowanie walką (C2W), którą opisywano jako strategię mającą na celu atakowanie zdolności podejmowania decyzji lub dowodzenia i kontroli (C2) przeciwnika przy jednoczesnej ochronie zdolności podejmowania decyzji sił sojuszniczych. Skupiono się w nim na systemie namierzania i zdefiniowano pięć podstawowych zdolności, zwanych filarami, na których się opiera: bezpieczeństwo operacji, dezinformacja wojskowa, operacje psychologiczne, wojna elektroniczna i destrukcja fizyczna.

## Możliwości związane z informacją

### Walka elektroniczna (EW)
- EW wspiera operacje informacyjne, wykorzystując ofensywne i defensywne taktyki oraz techniki w różnych kombinacjach, aby kształtować, zakłócać i wykorzystywać wrogie wykorzystanie widma elektromagnetycznego (EMS), jednocześnie chroniąc swobodę działania sojuszników w tym widmie[8].
- Dominacja widma elektromagnetycznego: Departament Obrony kładzie nacisk na maksymalną kontrolę całego spektrum elektromagnetycznego, co obejmuje możliwość zakłócania wszystkich obecnych i przyszłych systemów komunikacyjnych, czujników i systemów uzbrojenia[16].

### Operacje sieci informatycznych (CNO)
- CNO jest podstawową zdolnością IO. Coraz większa zależność mało zaawansowanych armii i grup terrorystycznych od komputerów i sieci komputerowych w celu przekazywania informacji siłom C2 wzmacnia rolę CNO w planach i działaniach IO[8].

### Operacje psychologiczne (PSYOP)

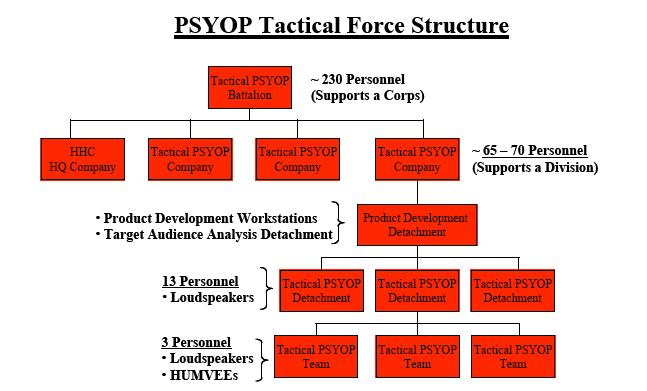
Struktura sił PSYOP armii USA

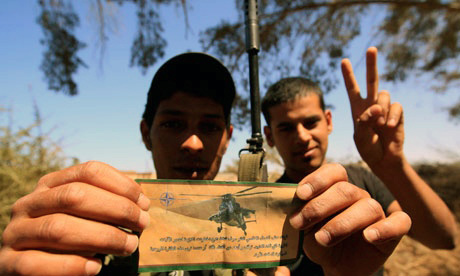
Ulotka NATO w Libii

- PSYOP jest podstawową zdolnością IO. PSYOP odgrywa kluczową rolę w realizacji celów IO na rzecz DoD. W dzisiejszym środowisku informacyjnym nawet operacje psychologiczne (PSYOP) przeprowadzane na poziomie taktycznym mogą mieć strategiczne rezultaty. Środki PSYOP mogą być szczególnie cenne dla DoD podczas operacji przed- i powojennych, gdy inne środki wpływu są ograniczone lub niedozwolone. Operacje PSYOP muszą być koordynowane z (internowanymi cywilami) CI, MILDEC i OPSEC w celu zapewnienia dekonfliktowości i kontroli, zapewnienia, że działania CI nie są naruszone, a wszystkie możliwości w ramach IO muszą być skoordynowane, aby osiągnąć cele ustalone w trakcie planowania. Konieczna jest ścisła współpraca i koordynacja działań między personelem PSYOP i PA w celu utrzymania wiarygodności wśród odbiorców, co jest właśnie celem istnienia komórki IO. Działania PSYOP są najskuteczniejsze, gdy w przeglądzie materiałów i komunikatów PSYOP bierze udział personel dogłębnie rozumiejący język i kulturę grupy docelowej (TA). W miarę rozwoju środowiska informacyjnego rozpowszechnianie produktów PSYOP rozszerza się od tradycyjnej formy drukowanej i transmisji do bardziej zaawansowanego wykorzystania Internetu, wiadomości faksowych, wiadomości tekstowych i innych powstających mediów. Skuteczność operacji psychologicznych (PSYOP) zwiększa się dzięki synchronizacji i koordynacji głównych, pomocniczych i powiązanych zdolności IO, w szczególności PA, MILDEC, CNO, operacji cywilno-wojskowych (CMO) i EW[17].

### Dezinformacja wojskowa (MILDEC)

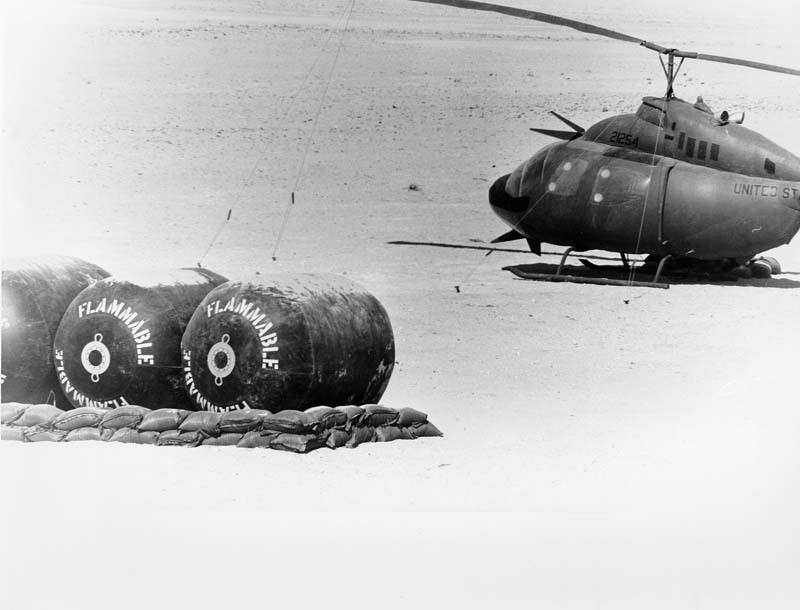
Symulowany śmigłowiec OH-58C Kiowa i symulowane zbiorniki paliwa podczas operacji dezinformacyjnej przeprowadzonej 10 listopada 1990 roku

- MILDEC opisuje się jako działania podejmowane w celu celowego wprowadzenia decydentów przeciwnika w błąd co do przyjaznych zdolności militarnych, zamiarów i operacji, zmuszając w ten sposób przeciwnika do podjęcia określonych działań (lub zaniechania), które przyczynią się do wypełnienia misji przyjaznych sił. MILDEC i OPSEC to działania uzupełniające się – MILDEC ma na celu zachęcanie do błędnej analizy, powodującej, że przeciwnik dochodzi do określonych błędnych wniosków, podczas gdy OPSEC ma na celu uniemożliwienie przeciwnikowi dostępu do prawdziwych informacji i uniemożliwienie prawidłowego wyciągania wniosków na temat przyjaznych planów. Aby operacja MILDEC była skuteczna, musi być podatna na ataki ze strony systemów zbierania danych przeciwnika i postrzegana jako wiarygodna przez dowódcę i personel wroga. Przykładowym podejściem do planowania działań MILDEC jest zastosowanie przyjaznego planu działania (COA), który może zostać wykonany przez przyjazne siły i który może zostać zweryfikowany przez informacje wywiadowcze przeciwnika. Planiści MILDEC nie mogą jednak wpaść w pułapkę polegającą na przypisywaniu przeciwnikowi określonych postaw, wartości i reakcji, które są odzwierciedleniem prawdopodobnych przyjaznych działań w tej samej sytuacji, tj. zakładając, że przeciwnik zareaguje lub postąpi w określony sposób na podstawie tego, jak planiści by zareagowali. Priorytety dotyczące zasobów niezbędnych do przeprowadzenia dezinformacji i zasobów niezbędnych do przeprowadzenia rzeczywistej operacji zawsze ze sobą konkurują. Z tego powodu plan dezinformacji powinien być opracowywany równolegle z planem rzeczywistym, począwszy od wstępnego oszacowania dowódcy i sztabu, aby zapewnić odpowiednie zasoby dla obu planów. Aby zachęcić przeciwnika do błędnej analizy, zazwyczaj skuteczniej i wydajniej jest podać fałszywy cel rzeczywistej aktywności, niż tworzyć fałszywą aktywność. Kontrola OPSEC planu oszustwa jest co najmniej tak samo ważna, jak kontrola OPSEC prawdziwego planu, ponieważ ujawnienie oszustwa może ujawnić prawdziwy plan. Największym wyzwaniem dla planistów MILDEC jest konieczność precyzyjnego planowania przy jednoczesnym zapewnieniu szczegółowej koordynacji. W przypadku sztabów połączonych, odpowiedzialność za planowanie i nadzór MILDEC jest zazwyczaj organizowane w formie elementu oszustwa sztabowego w dyrekcji operacyjnej sztabu połączonego (J-3)[18].
- MILDEC jako podstawowa funkcjonalność IO. MILDEC jest podstawą udanego IO. Wykorzystuje systemy informatyczne, procesy i możliwości przeciwnika. MILDEC opiera się na zrozumieniu sposobu myślenia i planowania dowódcy przeciwnika oraz personelu pomocniczego, a także sposobu, w jaki obie strony wykorzystują zarządzanie informacją do wspierania swoich działań. Wymaga to wysokiego stopnia koordynacji ze wszystkimi elementami działań sił sojuszniczych w środowisku informacyjnym, jak również z działaniami fizycznymi. Każda z podstawowych, pomocniczych i pokrewnych zdolności odgrywa swoją rolę w rozwoju udanego MILDEC i utrzymaniu jego wiarygodności w dłuższej perspektywie. Chociaż PA nie powinna brać udziału w dostarczaniu fałszywych informacji, musi być świadoma intencji i celu MILDEC, aby nieświadomie nie narazić ich na szwank[18].
- Przykładem MILDEC może być wiadomość mająca na celu wykorzystanie rozłamu między kluczowym członkiem kierownictwa przeciwnika, który ma napięte stosunki z innym kluczowym decydentem. Wiadomość ta może spowodować wewnętrzny konflikt, który doprowadzi do tego, że przeciwnik zrezygnuje z zamierzonego kierunku działań i przyjmie stanowisko korzystniejsze dla naszych interesów[18].

### Bezpieczeństwo operacyjne (OPSEC)

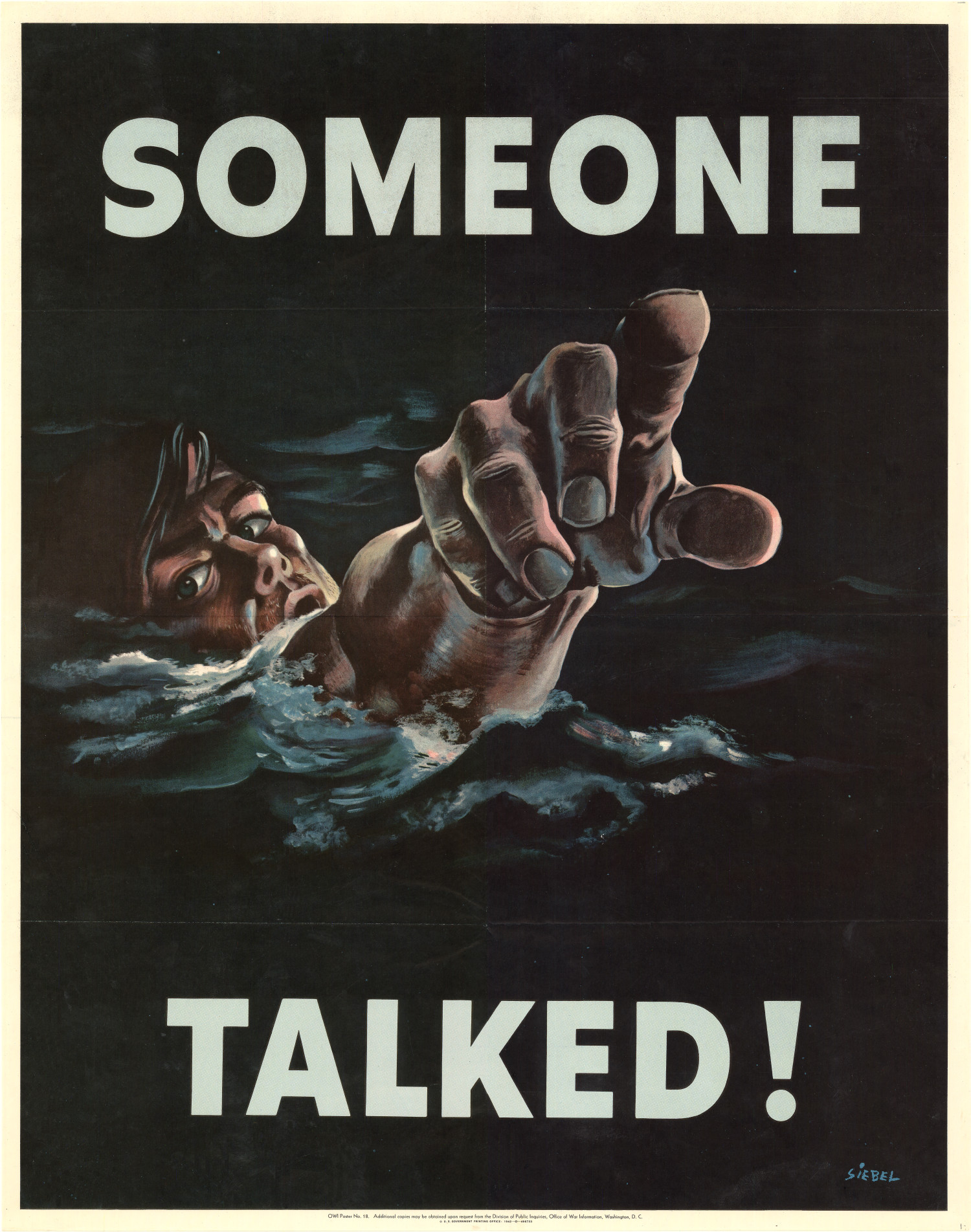
Plakat propagandowy z okresu II WŚ do zapobiegania przedostawania się poufnych informacji do rąk przeciwnika

- OPSEC jest podstawową funkcją IO. OPSEC odmawia przeciwnikowi informacji potrzebnych do prawidłowej oceny zdolności i zamiarów sojusznika. OPSEC uzupełnia MILDEC uniemożliwiając przeciwnikowi dostęp do informacji niezbędnych do oceny prawdziwego planu i obalenia planu oszustwa. W przypadku funkcji IO wykorzystujących nowe możliwości i luki w zabezpieczeniach, takich jak EW i CNO, OPSEC jest niezbędny, aby mieć pewność, że przyjazne funkcje nie zostaną naruszone. Proces identyfikacji istotnych elementów  informacji poufnych i podejmowanie środków mających na celu ukrycie ich przed ujawnieniem przeciwnikom stanowi tylko jeden element podejścia do dogłębnej obrony mającej na celu zabezpieczenie poufnych informacji. Aby zapewnić skuteczność, OPSEC musi być uzupełniany innymi typami zabezpieczeń. Przykłady innych typów zabezpieczeń obejmują zabezpieczenia fizyczne, programy zabezpieczania informacji (IA), obronę sieci komputerowej (CND) oraz programy personalne, które sprawdzają personel i ograniczają autoryzowany dostęp[19].
- Często zdarza się, że dane wyciekają, zostają skradzione lub zhakowane w sieci, a wróg ma do nich dostęp i może rozszyfrować, co zawierają. Jest to szczególnie ważne w przypadku defensywnego bezpieczeństwa operacyjnego. Żołnierze armii USA mogą mieć konta na Facebooku, prowadzić blogi lub zamieszczać zdjęcia, co może umożliwić wrogowi poznanie ruchów i lokalizacji wojsk. Dzięki tym informacjom, organizowanie zasadzki i sianie spustoszenia wśród żołnierzy USA oraz personelu stanie się o wiele łatwiejsze. Funkcje geotagowania, zwłaszcza telefonów komórkowych, mogą powodować naruszenia OPSEC[20].